# Stephane's Tune
Stephane's Tune er en opsamlings-CD fra 2001 med indspilninger af violinisten Stéphane Grappelli. Indspilningerne er foretaget mellem 1938 og 1942. På CD'en, der er udgivet af Naxos, medvirker forskellige ensembler.

## Numre
- It Had To Be You (med Django Reinhardt på guitar, mens Grappelli også spiller piano), optaget 1. februar 1938
- Nocturne (med Django Reinhardt på guitar), optaget 1. februar 1938
- Alexander's Ragtime Band (med Hatchett's Swingtette), optaget 29. december 1939
- You Made Me Love Me (med Hatchett's Swingtette), optaget ? (hæftet siger 29. februar 1939)
- After You've Gone (Stephane Grappelli and His Musicians), optaget 30. juli 1940
- Oh! Johnny, Oh, Johnny, Oh! (med Hatchett's Swingtette), optaget 25. januar 1940
- Stephane's Tune (Grappeli soloviolin), optaget 30. juli 1940
- Bluebirds In The Moonlight (med Hatchett's Swingtette), optaget 25. januar 1940
- It's A Hap-Hap-Happy Day (med Hatchett's Swingtette), optaget 25. januar 1940
- Blue Ribbon Rag (med Hatchett's Swingtette), optaget 25. maj 1940
- Coal Black Mammy (med Hatchett's Swingtette), optaget 31. maj 1940
- Ma (He's Making Eyes At Me) (med Hatchett's Swingtette), optaget 19. marts 1940
- The Sheik Of Araby (med Hatchett's Swingtette), optaget 8. juli 1940
- In The Mood (med Hatchett's Swingtette), optaget 19. marts 1940
- Oh! By Jingo (med Hatchett's Swingtette), optaget 19. april 1940
- Sweet Sue - Just You (Stephane Grappelli and His Musicians), optaget 28. februar 1941
- Noel Brings The Swing (Stephane Grappelli and His Musicians), optaget 28. februar 1941
- Margie (Stephane Grappelli and His Quintet), optaget 17. februar 1942
- You're The Cream In My Coffee (Stephane Grappelli and His Quintet), optaget 17. februar 1942
- Liza (Stephane Grappelli and His Quintet), optaget 20. august 1942